# Silhouettea sibayi
Silhouettea sibayi é uma espécie de peixe da família Gobiidae. É um monotípico dentro do género Silhouettea.
Pode ser encontrada nos seguintes países: Moçambique e África do Sul.